# Яромар II
Яромар II (нем. Jaromar II, пол. Jaromir II; ок. 1218 года, Берген, Рюген — 1260, Борнхольм, Дания) — князь Рюгена с 1249 года, сын князя Вислава I и принцессы Маргариты Шведской.

## Биография
Яромар II родился ок. 1218 года в Бергене-на-Рюгене. Он был сыном князя Вислава I и принцессы Маргариты Шведской. Первое дукоментальное свидетельство о нём относится к 8 ноября 1231 года. 28 сентября 1246 года он стал править княжеством вместе с отцом.
В первые годы своего княжения Яромар II пытался установить мирные отношения с герцогством Померания, особенно с князьями Гюцкова, вассалами Барнима I и Вартислава III. Он содействовал развитию торговли, предоставил вольному городу Любеку право беспошлинного провоза товаров на судах через акваторию княжества. Однако из-за конфликта в 1249 году между Любеком и княжским городом Штральзунд, князь отменил все прежние привилегии и восстановил их только после выплаты ему компенсаций.
Яромар II предоставил право на землю аббатствам Нойэнкамп и Эльдена. Последней обители в 1252 году он пожаловал землю в Реддевице. Им также в 1254 году был основан монастырь Святой Екатерины в Штральзунде для доминиканцев и в 1255 году монастырь Святого Иоанна для францисканцев. Князь предоставил право самоуправления городам Барту (в 1255) и Дамгартену (в 1258).
Во время борьбы за инвеституру и гражданской войны в Дании между королями и архиепископами Лунда, Якоба Эрландсона и Роскильде, Педера Банга, Яромар II выступил на стороне Церкви. В апреле 1259 года он прибыл в Шапроде на Зеландии, где находился в изгнании Педер Банга. В мае армия руян захватила Копенгаген, практически уничтожив город. Вскоре после внезапной смерти в Рибе короля Кристофера I, его вдова, принцесса Маргарита Самбрийская, собрала армию из крестьян, которая потерпела сокрушительное поражение от руян в том же мае 1259 года. Затем руяне разорили земли Зеландии, Скании и Лолланда. Яромар II высадился на острове Борнхольм и захватил крепость Лиллеборг.
В Сконе 20 августа 1260 года он был зарезан женщиной, отомстившей князю за смерть родственников. Точное место его погребения неизвестно. По одной из версий он похоронен в аббатстве Берген, по другой в аббатстве Нойэнкамп во Францбурге.

## Потомки
Яромар II был женат на принцессе Эуфимии Померанской, дочери Святополка II Великого, от которой имел троих детей.
- Вислав II (1240—1302), князь Рюгена (1260—1302)
- Яромар III (ок. 1249 — ок. 1285), соправитель князя Вислава II (1249—1268).
- Маргарита Рюгенская (1247—1272), вышла замуж за герцога Шлезвига Эрика I.